# Drzecin
Drzecin (deutsch Trettin) ist ein Dorf in der polnischen Woiwodschaft Lebus. Es ist der Gemeinde Słubice (Dammvorstadt) angegliedert.

## Geographische Lage
Das Dorf liegt auf der rechten Seite der Oder, etwa sechs Kilometer nordöstlich von Słubice.

## Geschichte

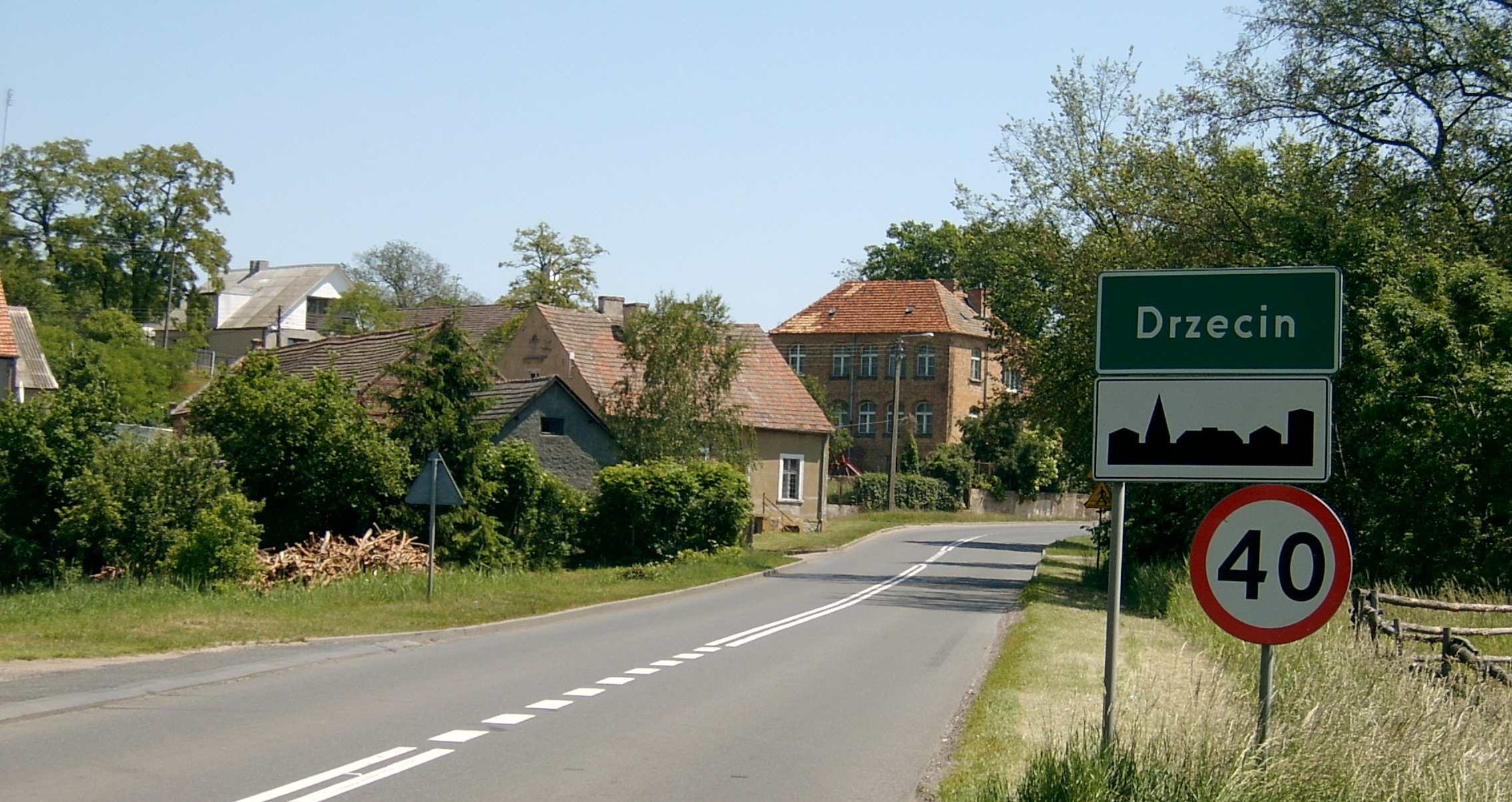
Ortseingang

Die erste urkundliche Erwähnung des Ortes stammt aus dem Jahr 1284, als das Dorf den brandenburgischen Markgrafen Otto IV. und Waldemar gehörte. 1308 erwarb Frankfurt das Dorf mit 24 Hufen und der Mühle von diesen und fügte es seinen Eigentumsortschaften hinzu. Im Mai/Juni 1433 plünderten die Hussiten den Ort, nachdem sie zuvor erfolglos versucht hatten, Frankfurt zu erobern.
Das Dorf besaß um 1467 zwei Wasser-, eine Walk- und eine Bäckermühle sowie einen Lehnschulzen, der vier Freihufen und eine freie Schäferei besaß. Das Dorf besaß eine Filialkirche von Kunersdorf, die mit zwei Pfarrhufen ausgestattet war. Errichtet wurde sie wahrscheinlich im späten Mittelalter. 1516 wurde im Ort ein Vorwerk erwähnt. 1554 war Alexy Schulz Dorfschulze.
Da der Stadt Frankfurt auf dem rechten Oderufer außerdem die benachbarten vier Dörfer Schwetig, Kunersdorf, Reipzig und Kunitz gehörten und die fünf Dörfer zusammengenommen die Eigenschaft eines Ritterguts besaßen, stand dem Frankfurter Stadtrat ein Sitz der Ritterschaft im Landtag zu.
Während des Dreißigjährigen Krieges wurde der Ort von unterschiedlichen Kriegsparteien besetzt. Vor allem zwischen 1631 und 1644 wechseln die kaiserlichen und die schwedischen Besatzertruppen sich ab und fordern Kontributionen, plündern und brandschatzen.
1651 wird in den Urkunden eine Schule erwähnt. Ab 1729 bis 1847 (andere Angaben bis 1830) wurde das Schulzenamt von der Familie Hahn wahrgenommen. Das war, vor allem da die Privilegien des Amtes immer weiter schwanden, eine im Vergleich zu den umliegenden Dörfern ungewöhnliche Kontinuität. 1759 während der Schlacht bei Kunersdorf im Siebenjährigen Krieg wurde der Ort teilweise von den russischen Truppen zerstört.
Anfang des 19. Jahrhunderts litt der Ort stark unter der Besetzung durch die Franzosen. Durch die Forderungen der Franzosen wurde der Viehbestand des Dorfes extrem verringert. So gab es 1797 118 Pferde, 129 Ochsen, 141 Kühe, 201 Schweine und 292 Schafe im Dorf. Diese Bestände waren 1819 auf 41 Pferde, 66 Ochsen, 114 Kühe und 46 Schweine gesunken.
Am 7. Oktober 1810 wurde von der Stadt Frankfurt ein Cirkular erlassen, das die Dorfschulzen aufforderte, tags mindestens einen, nachts zwei Mann Wache aufzustellen, um sich gegen das Gesindel zu schützen. 1785 gab es in Trettin ein Vorwerk mit Schäferei, einen Bäcker und die große Mühle, eine Unterförsterei, einen Krug und eine Schmiede. Etwas außerhalb des Dorfes befand sich die Wassermühle. Da der Stadtforst nicht mehr genug Brennholz für die Stadt Frankfurt und Umgebung lieferte, begann ab 1815 im Elsbruch bei Trettin der Torfabbau.
1833 waren die Torfvorräte allerdings schon erschöpft und die Arbeiten gingen zurück und wurden schließlich ganz eingestellt.
Anfang des 19. Jahrhunderts begann das Handwerk im Dorf Fuß zu fassen. 1838 wurden ein Schuhmacher- und ein Schneidermeister, drei Müller und ein Krüger erwähnt.
1835 wurde das Schulzenlehen durch den Frankfurter Magistrat in ein Allodium umgewandelt, dessen Eigentümer Friedrich Wilhelm Hahn wurde.
Durch eine Verwaltungsreform gehörte das Dorf ab 1873 zum Landkreis Weststernberg.
1785 gab es in dem Dorf den Erbpächter des Vorwerkes, einen Lehnschulzen, zehn Bauern, 16 Kossäten, 12 Hausleute, zwei Kolonisten, zwei Schäfer, drei Hirten, einen Schmied, einen Unterförster und einen Schulmeister.
1819 gab es in Trettin 43 Wohnhäuser, drei Mühlen und 37 Wirtschaftsgebäude.
Bei den Kreistagswahlen am 30. November 1925 stimmten im Dorf 46 für die SPD, 6 für die KPD, 11 für den Block der Mitte und 224 für die Brandenburger Heimatliste. Die NSDAP erhielt keine Stimme. Bei der Reichstagswahl November 1932 stimmten 17 für die SPD, 6 für die KPD, 88 für die DNVP und 176 für die NSDAP, das Zentrum erhielt keine Stimme. Im Vergleich zur Reichstagswahl im Juli 1932 war das für die SPD eine Steigerung um drei, die KPD um zwei, die DNVP um fünf und die NSDAP um zwei Stimmen. Das Zentrum hatte im Juli noch eine Stimme erhalten.
Die bäuerliche Prägung des Ortes blieb bis ins 20. Jahrhundert bestehen. So steht im Kirchenvisitationsbericht vom 21. Dezember 1928: Trettin ist ein reines Bauerndorf von 580 Einwohnern … .
Am 2. Februar 1945 um 8:30 erschienen die ersten sowjetischen Panzer im Dorf. Diese trafen allerdings auf sich aus Richtung Frauendorf (Pamięcin) zurückziehende Wehrmachtstruppen und wurde von diesen geschlagen. Dabei wurden sieben Panzer und weitere Fahrzeuge der Roten Armee zerstört. Am Abend desselben Tages erschienen dann Panzer der 1. Abteilung des Panzerregiments Brandenburg im Dorf. Ebenfalls an diesem Tag verließen 400 der etwa 500 Einwohner Trettin in Richtung Frankfurt.
Am Ende des Zweiten Weltkrieges wurde die Kirche zerstört; sie wurde später nicht wieder aufgebaut. Nach Kriegsende wurde Trettin zusammen mit anderen deutschen Gebieten östlich der Oder-Neiße-Linie unter polnische Verwaltung gestellt; seit Anerkennung der Oder-Neiße-Grenze gehört es zu Polen. Es begann die Zuwanderung polnischer Migranten. Soweit die einheimischen Dorfbewohner nicht geflohen waren, wurden sie in der Folgezeit von polnischen Milizionären aus dem Dorf vertrieben. Die deutsche Ortschaft Trettin wurde in Drzecin umbenannt.
Bei einer Verwaltungsreform wurde der Ort 1975 Teil der neu gegründeten Wojewodschaft Gorzów. Eine erneute Reform löste diese auf und der Ort wurde Teil der Wojewodschaft Lebus.

### Demographie
| Jahr | Einwohnerzahl | Anmerkungen                                             |
| ---- | ------------- | ------------------------------------------------------- |
| 1819 | 388           | [ 9 ]                                                   |
| 1831 | 415           | [ 9 ]                                                   |
| 1867 | 666           | am 3. Dezember                                          |
| 1871 | 668           | am 1. Dezember, davon 666 Evangelische, zwei Katholiken |
| 1910 | 561           | am 1. Dezember                                          |
| 1933 | 544           | [ 12 ]                                                  |
| 1936 | 485           | [ 9 ]                                                   |
| 1939 | 489           | [ 12 ]                                                  |